# Gottlob Krause
Gottlob Adolf Krause (Ockrilla nabij Meissen, 5 januari 1850 – Zürich, 19 februari 1938) was een Duits ontdekkingsreiziger.

## Levensloop
Gottlob Krause bezocht de Thomas-Schule in Leipzig. Hij verliet de school voortijdig om te gaan reizen en belandde uiteindelijk in 1868 via Italië en Malta in Tripoli. Daar begon hij de studie van het Arabisch en het Hausa. De Nederlandse ontdekkingsreizigster Alexine Tinne nam hem als hondenverzorger mee op haar reis naar de Toeareg. Maar hij keerde vóór de moord op Tinne terug naar Europa omdat zijn werkgever hem na de dood van haar favoriete hond had ontslagen. In 1870 meldde Krause zich als vrijwilliger in de Frans-Duitse Oorlog en raakte gewond. Hij studeerde vervolgens natuurwetenschappen aan de universiteit van Leipzig. Daarna volgden enkele jaren van reizen en expedities in West-Afrika (Goudkust, Mali) en Tripoli. In 1915 vestigde hij zich in Zürich.
Krause sprak uitstekend Hausa en Arabisch. Hij was een felle criticus van de Europese koloniale politiek. Van zijn uitgebreide taalkundige studies heeft hij slechts een fractie gepubliceerd. Zijn manuscripten belandden in Zürich op een vuilnisbelt en zijn verloren gegaan. Zijn grotendeels in Salaga bijeengebrachte collectie van 1700 West-Afrikaanse alledaagse voorwerpen verkocht hij in 1889 aan het Rijksmuseum voor Volkenkunde in Leiden, waar de collectie nog steeds wordt bewaard en tentoongesteld.

## Publicaties
- Ein Beitrag zur Kenntnis der fulischen Sprache in Afrika. In: Mitteilungen der Riebeckschen Nigerexpedition. (1884)
- Proben der Sprache von Ghat in der Sahara. (Leipzig 1884).
- Die Musuksprache in Centralafrika. In: Veröffentlichungen der Wiener Akademie. Wien (1886)
- Beitrag zur Kenntnis des Klimas von Salaga, Togo und der Goldküste. Abhandlungen der Kaiserlichen Leopoldinisch-Carolinischen Deutschen Akademie der Naturforscher (Halle/Saale), 93 (3) (1910) S. 193–472 (= Nebentitel von Nova acta Academiae Caesareae Leopoldino-Carolinae Germanicae Naturae Curiosoru).